# Listă de actori care l-au interpretat pe Dumnezeu
Reprezentările lui Dumnezeu au variat de la un bătrân cu părul alb în De vorbă cu Dumnezeu la o femeie în Dogma, de la un personaj complet în afara ecranului la o figură distractivă. Conform trinitarianismului  creștin, Iisus Hristos este Dumnezeu, așa că reprezentările culturale ale lui Isus în film și televiziune îl înfățișează, de asemenea, pe Dumnezeu.
Islamul și iudaismul interzic reprezentări picturale ale lui Dumnezeu. Cu toate acestea, televiziunea și cinematografia de la Hollywood au apărut dintr-o tradiție în mare măsură creștină – în timp ce împărtășea interdicția idolatriei era mai relaxată în ceea ce privește iconografia religioasă – și numeroasele reprezentări culturale ale lui Dumnezeu din acea tradiție care au precedat inventarea televiziunii și a cinematografiei.
În timp ce chiar și portretele pline de umor ale lui Dumnezeu sunt rareori ireverente, înfățișarea lui Dumnezeu nu este lipsită de controverse. Serialul de televiziune de animație God, the Devil and Bob l-a portretizat pe Dumnezeu ca fiind un personaj fost hippie care semăna foarte mult cu chitaristul Jerry Garcia de la The Grateful Dead, ceea ce a ridicat obiecții din partea grupurilor creștine fundamentaliste din Statele Unite ale Americii, ceea ce a făcut ca serialul să fie retras de la difuzarea în Statele Unite după doar 3 episoade (deși a fost difuzat integral în Regatul Unit).
Unul dintre ultimele filme împotriva cărora activista britanică Mary Whitehouse a făcut campanie a fost The Granton Star Cause de Irvine Welsh, care l-a portretizat pe Dumnezeu ca fiind beat și abuziv. În mod ironic, campania a dat înapoi, servind doar pentru a face publicitate filmului la scară largă.
Aceasta este o listă de actori care l-au interpretat pe Dumnezeu în filme (de cinema) și seriale TV.

## Film
| Listă de actori care l-au portretizat pe Dumnezeu | Listă de actori care l-au portretizat pe Dumnezeu | Listă de actori care l-au portretizat pe Dumnezeu | Listă de actori care l-au portretizat pe Dumnezeu | Listă de actori care l-au portretizat pe Dumnezeu |
| ------------------------------------------------- | ------------------------------------------------- | ------------------------------------------------- | ------------------------------------------------- | ------------------------------------------------- |
| Actor                                             | Film                                              | An                                                | Regizor                                           | Note                                              |
| Rex Ingram                                        | The Green Pastures                                | 1936                                              | Marc Connelly, William Keighley                   | ca De Lawd Jehovah                                |
| George Burns                                      | De vorbă cu Dumnezeu                              | 1977                                              | Carl Reiner                                       | după un roman de Avery Corman                     |
| George Burns                                      | Oh, God! Book II                                  | 1980                                              | Gilbert Cates                                     | [ 12 ]                                            |
| Gene Hackman                                      | A doua șansă                                      | 1983                                              | John Herzfeld                                     | nemenționat                                       |
| Ferdy Mayne                                       | Night Train to Terror                             | 1985                                              | Jay Schlossberg-Cohen                             | [ 14 ] [ 15 ] [ 16 ]                              |
| George Burns                                      | Oh, God! You Devil                                | 1984                                              | Paul Bogart                                       | [ 17 ] [ 18 ]                                     |
| Billy Victor                                      | Aventurile lui Mark Twain                         | 1985                                              | Will Vinton                                       | [ 19 ]                                            |
| Emily Watson                                      | Abisul sufletului                                 | 1996                                              | Lars von Trier                                    | ca Bess McNeill                                   |
| Maurice Roëves                                    | The Acid House                                    | 1998                                              | Paul McGuigan                                     | după povestire omonimă de Irvine Welsh            |
| Alanis Morissette                                 | Dogma                                             | 1999                                              | Kevin Smith                                       |                                                   |
| Morgan Freeman                                    | Dumnezeu pentru o zi                              | 2003                                              | Tom Shadyac                                       |                                                   |
| Antônio Fagundes                                  | Deus É Brasileiro                                 | 2003                                              | Carlos Diegues                                    | [ 21 ]                                            |
| Morgan Freeman                                    | Evan Atotputernicul                               | 2007                                              | Tom Shadyac                                       |                                                   |
| Whoopi Goldberg                                   | Un colț de Rai                                    | 2011                                              | Nicole Kassell                                    | [ 22 ] [ 23 ]                                     |
| Ken Jeong                                         | Extaz (Extaz)                                     | 2013                                              | Paul Middleditch                                  | [ 25 ] [ 26 ]                                     |
| Paul Sorvino                                      | Alleluia! The Devil's Carnival                    | 2015                                              | Darren Lynn Bousman                               | [ 27 ] [ 28 ]                                     |
| Jamie Foxx                                        | Not Another Church Movie                          | 2024                                              | Johnny Mack                                       | [ 29 ] [ 30 ] [ 31 ]                              |
|                                                   |                                                   |                                                   |                                                   |                                                   |
|                                                   |                                                   |                                                   |                                                   |                                                   |
|                                                   |                                                   |                                                   |                                                   |                                                   |
|                                                   |                                                   |                                                   |                                                   |                                                   |
|                                                   |                                                   |                                                   |                                                   |                                                   |
|                                                   |                                                   |                                                   |                                                   |                                                   |
|                                                   |                                                   |                                                   |                                                   |                                                   |

### Rol de voce
| Listă de actori care au interpretat vocea lui Dumnezeu | Listă de actori care au interpretat vocea lui Dumnezeu | Listă de actori care au interpretat vocea lui Dumnezeu | Listă de actori care au interpretat vocea lui Dumnezeu | Listă de actori care au interpretat vocea lui Dumnezeu |
| ------------------------------------------------------ | ------------------------------------------------------ | ------------------------------------------------------ | ------------------------------------------------------ | ------------------------------------------------------ |
| Actor                                                  | Film                                                   | An                                                     | Regizor                                                | Note                                                   |
| Charlton Heston                                        | Cele zece porunci                                      | 1956                                                   | Cecil B. DeMille                                       |                                                        |
| John Huston                                            | Biblia                                                 | 1966                                                   | John Huston                                            | [ 32 ] [ 33 ]                                          |
| Linda Gary și Richard Provost                          | Viceversa                                              | 1991                                                   | Blake Edwards                                          | [ 34 ] [ 35 ]                                          |
| Val Kilmer                                             | Prințul Egiptului                                      | 1998                                                   | Simon Wells, Brenda Chapman și Steve Hickner           | nemenționat                                            |
|                                                        |                                                        |                                                        |                                                        |                                                        |
|                                                        |                                                        |                                                        |                                                        |                                                        |
|                                                        |                                                        |                                                        |                                                        |                                                        |
|                                                        |                                                        |                                                        |                                                        |                                                        |
|                                                        |                                                        |                                                        |                                                        |                                                        |

## Seriale TV
| Listă de actori care l-au portretizat pe Dumnezeu | Listă de actori care l-au portretizat pe Dumnezeu | Listă de actori care l-au portretizat pe Dumnezeu | Listă de actori care l-au portretizat pe Dumnezeu | Listă de actori care l-au portretizat pe Dumnezeu |
| ------------------------------------------------- | ------------------------------------------------- | ------------------------------------------------- | ------------------------------------------------- | ------------------------------------------------- |
| Actor                                             | Serial TV                                         | An                                                | Note                                              |                                                   |
| Dennis Haysbert                                   | Lucifer                                           | 2016 - 2021                                       | [ 36 ]                                            |                                                   |
| James Garner                                      | God, the Devil and Bob                            | 2000                                              | [ 37 ]                                            |                                                   |
|                                                   |                                                   |                                                   |                                                   |                                                   |
|                                                   |                                                   |                                                   |                                                   |                                                   |
|                                                   |                                                   |                                                   |                                                   |                                                   |
|                                                   |                                                   |                                                   |                                                   |                                                   |
|                                                   |                                                   |                                                   |                                                   |                                                   |

## Selecția și interpretarea rolului
Rolul lui Dumnezeu este unul greu de jucat și, de asemenea, unul dificil de ales. Alegerea lui Alanis Morissette ca Dumnezeu în Dogma a fost influențată de propriul dialog public al cântăreței cu credința sa, așa cum este exprimat în cântecele ei. Ella Shohat a observat că Dumnezeu este o „provocare rară” pentru actori, ridicând întrebări cu privire la modul în care un actor de metodă s-ar putea pregăti pentru rol și ce posibile sentimente sau experiențe personale ar putea avea un actor pentru a portretiza un personaj care este omniscient, omnipotent și creatorul universului.
Dumnezeu a fost distribuit în mare parte ca alb și bărbat, Morgan Freeman, Morissette, Ken Jeong și Jamie Foxx fiind excepții, împreună cu filmul lui William Keighley din 1936 The Green Pastures (Pășunile Verzi), în care toate personajele, inclusiv Dumnezeu, sunt interpretate de actori afro-americani (Rex Ingram în rolul a ceea ce filmul numește „De Lawd”). Prologul de deschidere al acelui film a inclus ceea ce a echivalat cu o declinare a răspunderii pentru a face filmul plăcut publicului alb din Statele Unite ale vremii, afirmând că:
„Dumnezeu apare în mai multe forme celor care cred în El. Mii de negrii din Sud îl vizualizează pe Dumnezeu și Cerul în termeni de oameni și lucruri pe care le cunosc în viața lor de zi cu zi. The Green Pastures este o încercare de a portretiza acea concepție umilă și reverentă.”
Un casting la fel de neobișnuit apare în filmul lui Lars von Trier din 1996, Abisul sufletului (Breaking the Waves), în care Dumnezeu este o femeie și identic cu protagonistul (uman) al filmului.
În timp ce în filmele mute, vocea lui Dumnezeu era pur și simplu un text scris pe ecran, în filmele cu sunet, vocea lui Dumnezeu a prezentat o provocare deosebită de casting, în special în filmele epice biblice, deoarece intonația vocală și accentul au implicații de clasă, gen și rasă. Cu toate că în Biblie, dar și în Coran, Dumnezeu vorbește, acea voce nu este descrisă nicăieri. Astfel, un regizor se confruntă cu o alegere cu privire la ce fel de voce să folosească, fără nicio îndrumare scripturală ca referință. Acest lucru intră în conflict cu sarcina percepută a regizorului, în cazul filmelor epice biblice, de a prezenta scripturile fără interpretare sau exegeză.
Vocea lui Dumnezeu din filmele epice biblice este aleasă pentru a oferi un sentiment de autoritate. Este profundă, rezonantă și masculină și, de obicei, limba este engleza americană din California de Sud (uneori cu o notă de engleză britanică). O abordare unică apare în filmul Switch, în care Dumnezeu are două voci, una masculină și una feminină, vorbind simultan. Regizorul John Huston a interpretat vocea lui Dumnezeu în epopeea sa din 1966 The Bible: In the Beginning.

## Vezi și
- Listă de actori care l-au interpretat pe Iisus
- Listă de filme bazate pe Biblie
- Isus din Nazaret în artă
- Joan din Arcadia (2003–2005)